# بنك بايونير
ألمو بنك (بالإنجليزية: ALMUBANK)‏ هي شركة خدمات مالية أمريكية تقدم خدمات تحويل الأموال عبر الإنترنت، ونظام دفع التجارة الإلكترونية خدمات الدفع الرقمية، وتُوفّر للزبناء رأس مال متداول.

## الخدمات
يمكن لأصحاب الحسابات إرسال الأموال واستلامها باستخدام محفظة رقمية أو رقم حساب مصرفي افتراضي بعملة محلية أو بطاقة المدين ماستركارد مسبقة الدفع قابلة لإعادة التحميل. يمكن بعد ذلك سحب الأموال المستلمة إلى حساب مصرفي أو استخدامها عبر الإنترنت / في نقاط البيع باستخدام بطاقة المدين الخاصة ببايونير. الشركة متخصصة في تسهيل المدفوعات (B2B) عبر الحدود. يوفر المعاملات عبر الحدود في 200 دولة وإقليم، وأكثر من 150 عملة محلية، مع الحوالات المصرفية عبر الحدود، والمدفوعات عبر الإنترنت، وخدمات بطاقات المدين القابلة لإعادة التعبئة.
تستخدم بايونير شركات مثل إير بي إن بي وأمازون وجوجل وأبوورك، وذلك لإرسال مدفوعات جماعية حول العالم. يتم استخدامه أيضًا من قبل أسواق التجارة الإلكترونية مثل راكوتن، وول مارت وويش، وأسواق مستقلة مثل فايفر وإنفاتو، وتعمل مع شبكات الإعلانات لربط هذه الشركات بالناشرين الموجودين خارج بلدهم الرئيسي.
في مجال إنشاء المحتوى، تعمل بايونير مع صور غيتي،, وآي ستوك، وبوند 5، وغيرها بالإضافة إلى سوق العمل المستقل.
لدى بايونير فريق خدمة عملاء يضم 320 موظفًا يدعمون 4 ملايين عميلا بـ 70 لغة، ويعملون بـ 150 عملة مختلفة.
في أكتوبر 2019، أطلقت الشركة خدمة تستهدف الشركات الصغيرة والمتوسطة الحجم لإرسال المدفوعات إلى أي مكان في العالم بسرعة وبتكلفة منخفضة.

## الأعمال
يقع المقرّ الرئيسي للشركة في مدينة نيويورك. اعتبارًا من عام 2019، قامت الشركة بتوظيف ما يقرب من 1200 شخص، وتخدم أكثر من 4 ملايين زبونا في 14 مكتبًا حول العالم. في عام 2019، بلغت قيمة الشركة أكثر من مليار دولار.
من أجل تحويل الأموال بشكل قانوني داخل السوق الموحدة الأوروبية، تم تسجيل بايونير لدى لجنة الخدمات المالية بجبل طارق حتى انسحاب المملكة المتحدة من الاتحاد الأوروبي، عندما انتقلوا إلى أيرلندا.

## الأشخاص الرئيسيون
- يوفال تال: المؤسس والرئيس[30]
- سكوت جاليت: المدير التنفيذي[31]
- كيرين ليفي: مدير العمليات[32]
- مايكل ليفين: المدير المالي[33]

## التاريخ
تأسست بايونير في عام 2005 بتمويل أولي بقيمة مليوني دولار أمريكي من المؤسس والرئيس التنفيذي آنذاك يوفال تال ومستثمرين آخرين من القطاع الخاص. مع مستثمرين إضافيين بما في ذلك فيولا فنتشرز وبينج أن للتأمين وإدارة ويلينغتون وغيرها. منذ 2005 جمعت بايونير أكثر من 265 مليون دولار من المستثمرين.
في مارس 2016، استحوذت الشركة على شركة (Armor Payments) الضمان المدفوع عبر الإنترنت. تهدف إلى معالجة سوق المعاملات بين الشركات والتي تتراوح قيمتها بين 500 دولار أمريكي ومليون دولار أمريكي، حيث تكون بطاقات الائتمان وخطابات الاعتماد غير مناسبة. كما بدأ العمل مع موقع التجارة الإلكترونية في أمريكا اللاتينية لينيو (Linio).
في أغسطس 2016، أضافت الشركة خدمة نموذج الضرائب الآلي إلى عروض المدفوعات الجماعية.
في أكتوبر 2016، جمعت الشركة 180 مليون دولار من مشاريع كروس أوفر التكنولوجية، ليصل إجمالي التمويل إلى 234 مليون دولار.
في عام 2017، استثمرت (بالإنجليزية: China Broadband Capital)‏ في بايونير.
في عامي 2017 و2018، صنّفت سي إن بي سي بايونير في المرتبة 40 و 13 ضمن أكثر الشركات المُبتكرة المسببة للاضطراب.
في عام 2018، انضم كبير الاقتصاديين الإسرائيلي السابق، يوئيل نافيه، إلى الشركة لقيادة قسم رأس المال المتداول في بايونير.
قامت بايونير بتوسيع خدمة سلف رأس المال في منتصف عام 2019، وتحديداً لبائعي التجارة الإلكترونية في الولايات المتحدة، مما يسمح للتجار بالبيع على منصات الإنترنت مثل أمازون ووول مارت بالوصول الفوري إلى رأس المال المتداول.
في عام 2019، دخلت بايونير في شراكة مع منصة طوبطال (بالإنجليزية: Toptal)‏ للعمل الحر لتسهيل المدفوعات عبر الحدود، مما يسمح بحركة أكثر كفاءة للأجور بين صاحب العمل والعاملين عن بُعد. حصلت بايونير أيضًا على تصريح كمؤسسة أموال إلكترونية من قبل البنك المركزي الأيرلندي للزبناء.
في عام 2019، استأجرت بايونير (FT Partners) للمساعدة في تسهيل توسع الشركة.
في ديسمبر 2019، استحوذت بايونير على أوبتيل (Optile)، وهي منصة تنسيق دفع ألمانية. يسمح الاستحواذ لشركة بايونير، لأول مرة، بتقديم خدمات التاجر وقبول الدفع للمستهلك، بالإضافة إلى خدمات التجارة الإلكترونية بين الشركات، التي كانوا يقدمونها منذ البداية. أسس دانيال سميدس ويُدير أوبتيل، وطاقمها المكون من 75 موظفًا، والذين سيستمرون في العمل كمجموعة مستقلة من مقرهم الرئيسي الحالي في ميونيخ، أثناء العمل أيضًا في بايونير.
في فبراير 2020، تم إدراج الشركة في قائمة فوربس 50: لأكثر شركات التكنولوجيا المالية ابتكارًا في عام 2020.

## روابط خارجية
- بنك بايونير على موقع Google Play (الإنجليزية)